# ボーム解釈

ド・ブロイ＝ボーム理論による二重スリットを通過する粒子の軌跡

ボーム解釈（ボームかいしゃく）とは、1952年にアメリカ合衆国生まれの物理学者デヴィッド・ボームによって提案された量子力学の解釈であり、非局所実在論のひとつである。

## 概要
ボーム解釈は量子力学において主流である非決定論的かつ非実在論的なコペンハーゲン解釈と異なり、実在論的な解釈であり、ボーム自身はこれを因果律的解釈、のちには存在論的解釈と呼んだ。ボーム解釈は隠れた変数理論に基づいており、その源流は1927年のルイ・ド・ブロイによるパイロット波理論である。このことから、ボーム解釈はド・ブロイ–ボーム解釈とも呼ばれる。
ボーム解釈は1960年代から1970年代にかけて、主流派の純粋な確率論的解釈と区別するため因果律的解釈として発展、後にボームは決定論的・確率論的両方の解釈を包含するように拡張した。その最終的な形にはジョン・スチュワート・ベルらの成果が取り入れられ、存在論的解釈としてボームとB. J. Hileyとの共著にまとめられた。その中では「オブザーバブル（可観測量、observable）」ではなく「ビーアブル（可存在量、beable）」という概念が導入され、認識論的なコペンハーゲン解釈と決定的な違いを見せる。この形式は、因果律的ではあるが非局所的、非相対論的である。
ボームは当初、自身の解釈が局所性、因果性、客観的実在性を満たし、シュレディンガーの猫や波束の収縮などの量子パラドックスを解決しうるものになることを期待したが、局所的な実在論は量子力学の予言全てを再現することはできないことを示すベルの定理（ベルの不等式の破れが決定的な役割を果たす）により、これを実現することが不可能であることがわかった。
ボーム解釈はコペンハーゲン解釈などその他の量子力学解釈と同様、あくまで「解釈」にすぎない。ボーム解釈の予測する結果は全て、ほかの量子力学解釈と全く同等であり、すなわち理論的には同等のものである。量子力学そのものが否定されない限り、ボーム解釈は反証されることもない。

## 理論的枠組み

### 原理
ボーム解釈は次の原理に基づく。
- 粒子はひとつに定まった経路を運動する。
あらゆる時刻において、粒子の位置、運動量はひとつに定まっている。
- 観測者はその経路を完全に知ることはできない。
観測者による位置および運動量の測定には、常に古典的な不確定性（すなわち測定誤差）がともなう。
- 粒子の配置状態は、配置空間上で定義される、粒子の運動を先導する場によって決定される。
ド・ブロイはその場をパイロット波と呼び、ボームはψ場と呼んだ。ψ場は粒子の運動を先導し、また「量子ポテンシャル」 {\displaystyle Q({\boldsymbol {x}},t)}もψ場から導かれる。
- ψ場はシュレディンガー方程式を満たす。
ψ場は量子力学における波動関数と同等であり、シュレディンガー方程式に従って時間発展する。粒子の位置はψ場に影響を与えない。
- 粒子の運動量はその位置における波動関数の勾配によって決定される。
- 粒子系は統計集団の形式をとり、その確率密度ρは{\displaystyle \rho ({\boldsymbol {x}},t)=|\psi ({\boldsymbol {x}},t)|^{2}}で与えられる。
観測者は測定前の各々の粒子の完全な経路を知ることはできないが、測定によって得られる統計的な観測結果はψ場（波動関数）から得られる確率密度関数ρに一致する。

以上の形式は非相対論的であり、速度や重力の小さい極限でのみ正しい結果を与えるが、相対論的な拡張も試みられている。
ボーム解釈は、主流派であるコペンハーゲン解釈とは異なり、客観的かつ決定論的な量子力学の解釈であり、宇宙は波束の収縮などを経ずに連続的に変化すると主張する。この解釈によれば、宇宙はひとつの定まった客観的な歴史を経てきたものの、観測者は宇宙の歴史を決定付けるためのいくつかの変数を完全に知ることができず、その結果、我々の目には不確定性が存在するように見える。

### 名称と発展
ボーム解釈は時代を経るにしたがって発展し、その内容を変化させてきたため、いくつかの異なる形式のものが存在する。それらは以下のような名称で分類される。
パイロット波理論
ド・ブロイが1927年のソルベー会議で提案したもの。スピンのない多粒子系について適用できる決定論的理論であるが、測定についての十分な理論を欠いている。
ド・ブロイ–ボーム理論またはボーム力学
ボームが自身の論文で提案したもの。ド・ブロイのパイロット波理論を測定理論も含むように拡張した。多粒子系に適用でき、決定論的であると考えられている。
因果律的解釈と存在論的解釈
ボームは自身のアイデアをさらに発展させ、それを因果律的解釈と呼んだが、「因果律的」という言葉が「決定論的」と同じように受け取れるため、存在論的解釈とのちに改めた。この理論はHileyとの共著にまとめられた形のものである。これはVigierやHileyらの協力のもと、ボームが発展させた考えに基づいている。ボームは、この理論がもはや決定論的なものではないと認識していた（同著には確率論的な理論が含まれる）。

### シュレディンガー方程式の再構成

#### 一粒子系
ボームのアイデアのいくつかは、シュレディンガー方程式の再構成に基づいている。波動関数{\displaystyle \psi ({\boldsymbol {x}},t)}そのものを直接求める代わりに、ボームは波動関数を
{\displaystyle \psi ({\boldsymbol {x}},t)=R({\boldsymbol {x}},t)e^{iS({\boldsymbol {x}},t)/\hbar }}
のように、絶対値{\displaystyle R({\boldsymbol {x}},t)}と位相{\displaystyle S({\boldsymbol {x}},t)}に分解し、それぞれについての方程式に書き直した。
質量mの一粒子についてのシュレディンガー方程式は
{\displaystyle i\hbar {\frac {\partial \psi ({\boldsymbol {x}},t)}{\partial t}}={\frac {-\hbar ^{2}}{2m}}\nabla ^{2}\psi ({\boldsymbol {x}},t)+V({\boldsymbol {x}})\psi ({\boldsymbol {x}},t),}
ここで波動関数{\displaystyle \psi ({\boldsymbol {x}},t)} は位置座標{\displaystyle {\boldsymbol {x}}} と時刻 tにおいて定義される複素関数である。
粒子はこのψ場の中を以下の先導方程式に従って運動する。
{\displaystyle {\frac {d{\boldsymbol {x}}(t)}{dt}}={\frac {\hbar }{m}}\operatorname {Im} \left({\frac {\nabla \psi ({\boldsymbol {x}},t)}{\psi ({\boldsymbol {x}},t)}}\right)={\frac {1}{m}}\nabla S({\boldsymbol {x}},t).}
この式から粒子の軌跡を得ることができる。
確率密度{\displaystyle \rho ({\boldsymbol {x}},t)} は波動関数の絶対値の2乗として定義される実関数である：
{\displaystyle \rho ({\boldsymbol {x}},t)=|\psi ({\boldsymbol {x}},t)|^{2}}.
ここで次の2つの実関数{\displaystyle R({\boldsymbol {x}},t)}および{\displaystyle S({\boldsymbol {x}},t)}を用いて、導関数{\displaystyle \psi ({\boldsymbol {x}},t)}を次のように変数分離する：
{\displaystyle \psi ({\boldsymbol {x}},t)=R({\boldsymbol {x}},t)e^{iS({\boldsymbol {x}},t)/\hbar }.}
すると、シュレディンガー方程式は{\displaystyle R({\boldsymbol {x}},t)}と{\displaystyle S({\boldsymbol {x}},t)}についての次の連立方程式に書き直せる：
{\displaystyle {\begin{aligned}{\frac {\partial R({\boldsymbol {x}},t)}{\partial t}}&={\frac {-1}{2m}}[R({\boldsymbol {x}},t)\nabla ^{2}S({\boldsymbol {x}},t)+2\nabla R({\boldsymbol {x}},t)\cdot \nabla S({\boldsymbol {x}},t)]\\{\frac {\partial S({\boldsymbol {x}},t)}{\partial t}}&=-\left[V+{\frac {1}{2m}}(\nabla S({\boldsymbol {x}},t))^{2}-{\frac {\hbar ^{2}}{2m}}{\frac {\nabla ^{2}R({\boldsymbol {x}},t)}{R({\boldsymbol {x}},t)}}\right].\end{aligned}}}
{\displaystyle R({\boldsymbol {x}},t)} は波動関数の絶対値 {\displaystyle |\psi ({\boldsymbol {x}},t)|} なので、その2乗{\displaystyle R^{2}({\boldsymbol {x}},t)} は確率密度 {\displaystyle \rho ({\boldsymbol {x}},t)=|\psi ({\boldsymbol {x}},t)|^{2}}となる。
{\displaystyle S({\boldsymbol {x}},t)} は波動関数の位相（偏角）であるが、これは作用原理における作用に相当する。
{\displaystyle \psi ({\boldsymbol {x}},t)={\sqrt {\rho ({\boldsymbol {x}},t)}}e^{iS({\boldsymbol {x}},t)/\hbar }.}
最終的に、
{\displaystyle {\begin{aligned}-{\frac {\partial \rho ({\boldsymbol {x}},t)}{\partial t}}&=\nabla \cdot \left(\rho ({\boldsymbol {x}},t){\frac {\nabla S({\boldsymbol {x}},t)}{m}}\right)\qquad (1)\\m{\frac {d^{2}{\boldsymbol {x}}(t)}{dt^{2}}}&=-\nabla (V({\boldsymbol {x}})+Q({\boldsymbol {x}},t))\qquad (2)\end{aligned}}}
ただし
{\displaystyle Q({\boldsymbol {x}},t)=-{\frac {\hbar ^{2}}{2m}}{\frac {\nabla ^{2}R({\boldsymbol {x}},t)}{R({\boldsymbol {x}},t)}}=-{\frac {\hbar ^{2}}{2m}}{\frac {\nabla ^{2}{\sqrt {\rho ({\boldsymbol {x}},t)}}}{\sqrt {\rho ({\boldsymbol {x}},t)}}}=-{\frac {\hbar ^{2}}{2m}}\left[{\frac {\nabla ^{2}\rho ({\boldsymbol {x}},t)}{2\rho ({\boldsymbol {x}},t)}}-\left({\frac {\nabla \rho ({\boldsymbol {x}},t)}{2\rho ({\boldsymbol {x}},t)}}\right)^{2}\right].}
ボームは、上式で現れる{\displaystyle Q({\boldsymbol {x}},t)}を量子ポテンシャルと名付けた。(2)はニュートンの運動方程式に量子ポテンシャルを付加したものであり、ボームは(2)を粒子の運動についての基本方程式として採用した。一方でド・ブロイはニュートンの運動方程式との類似性には興味をもたず、先導方程式を採用している。量子ポテンシャルはRが小さいところで非常に大きくなり、波動関数の節のところ（R=0の場所）で発散することもある。

#### 多粒子系
以上の議論は多粒子系に簡単に拡張できる。多粒子系のシュレディンガー方程式は、
{\displaystyle i\hbar {\frac {\partial \psi }{\partial t}}=\sum _{i}{\frac {-\hbar ^{2}}{2m_{i}}}\nabla _{i}^{2}\psi +V\psi ,}
ここでi番目の粒子は {\displaystyle m_{i}\,} の質量を持ち、時刻t における位置座標を{\displaystyle {\boldsymbol {x}}_{i}}とする。 波動関数{\displaystyle \psi ({\boldsymbol {x}}_{1},{\boldsymbol {x}}_{2},\dots ,t)}は全ての粒子の位置座標{\displaystyle {\boldsymbol {x}}_{i}}と時刻 t の関数である。{\displaystyle \nabla _{i}}はi番目の粒子の位置座標{\displaystyle {\boldsymbol {x}}_{i}}についてのベクトル演算子ナブラである。
波動関数は{\displaystyle \psi =Re^{iS/\hbar }}のように、絶対値{\displaystyle R({\boldsymbol {x}}_{1},{\boldsymbol {x}}_{2},\dots ,t)}と位相{\displaystyle S({\boldsymbol {x}}_{1},{\boldsymbol {x}}_{2},\dots ,t)}に分解する。
粒子はこのψ場の中を以下の先導方程式に従って運動する。
{\displaystyle {\frac {d\mathbf {x} _{i}(t)}{dt}}={\frac {\hbar }{m_{i}}}\operatorname {Im} \left({\frac {\nabla _{i}\psi }{\psi }}\right)={\frac {1}{m_{i}}}\nabla _{i}S.}
この式からi番目の粒子の軌跡を得ることができる。
確率密度{\displaystyle \rho ({\boldsymbol {x}}_{1},{\boldsymbol {x}}_{2},\dots ,t)}は次式で定義される実関数である：
{\displaystyle \rho =|\psi |^{2}.}
{\displaystyle \rho }を用いると波動関数は
{\displaystyle \psi ={\sqrt {\rho }}e^{iS/\hbar }}.
ここから一粒子系と同様に、{\displaystyle \rho } と {\displaystyle S}についての連立方程式が得られる：
{\displaystyle {\begin{aligned}-{\frac {\partial \rho }{\partial t}}&=\sum _{i}\nabla _{i}\cdot \left(\rho {\frac {\nabla _{i}S}{m_{i}}}\right)\qquad (3)\\m_{i}{\frac {d^{2}{\boldsymbol {x}}_{i}(t)}{dt^{2}}}&=-\nabla _{i}(V+Q)\qquad (4)\end{aligned}}}
ただし
{\displaystyle Q=-\sum _{i}{\frac {\hbar ^{2}}{2m_{i}}}{\frac {\nabla _{i}^{2}R}{R}}=-\sum _{i}{\frac {\hbar ^{2}}{2m_{i}}}\left[{\frac {\nabla _{i}^{2}\rho }{2\rho }}-\left({\frac {\nabla _{i}\rho }{2\rho }}\right)^{2}\right].}

### 結果
ボーム解釈は、コペンハーゲン解釈における波束の収縮や、観測されていない粒子の非実在性といった性質が、量子力学自体に特有のものではなく、コペンハーゲン解釈を採った場合に現れるものにすぎないことを示す。量子ポテンシャルQ（や先導方程式のψやS）が、（遠くにいる）別の粒子に依存することからも分かるように、1つの粒子に対する影響が他の粒子に瞬間的に伝わる非局所的な理論である。